# عزلة بني مصعب (ريمة)

تعديل مصدري - تعديل

عزلة بني مصعب هي إحدى عزل مديرية كسمة في محافظة ريمة اليمنية ويبلغ تعداد سكانها 4102 نسمة حسب التعداد السكاني في اليمن لعام 2004 و تتكون من خمس قرى رئيسية و هي بني يعقوب و هي أكبرها و الموسطة و خنع و ذي شديد و البلول و يتبع عزلة بني مصعب 3 مدارس و هي مدرسة بني يعقوب الأساسية الثانوية و مدرسة مصعب بن عمير الأساسية في عنتورة و مدرسة النجدي في خنع  .